# Stylopoma aurantiacum
Stylopoma aurantiacum är en mossdjursart som beskrevs av Ferdinand Canu och Ray Smith Bassler 1928. Stylopoma aurantiacum ingår i släktet Stylopoma och familjen Schizoporellidae. Inga underarter finns listade i Catalogue of Life.